# Eperua obtusata
Eperua obtusata är en ärtväxtart som beskrevs av John Macqueen Cowan. Eperua obtusata ingår i släktet Eperua och familjen ärtväxter. Inga underarter finns listade i Catalogue of Life.